# Владимир Величковић
Владимир Величковић (Београд, 11. август 1935 — Сплит, 29. август 2019) био је један од најеминентнијих српских сликара и представник нове (модерне) фигурације и члан ван радног састава САНУ  од 12. децембра 1985. године.

## Биографија
Завршио је Архитектонски факултет у Београду. Од 1962. до 1963. године био је сарадник Мајсторске радионице Крсте Хегедушића у Загребу. Сели се у Париз 1966. године. За професора на École Nationale Supérieure des Beaux-Arts у Паризу је изабран 1983. године и на том месту остаје до 2000. За члана Српске академије наука и уметности изабран је 1985. године. Одликован је највишим француским признањем из области културе и уметности, Commandeur dans l'ordre des Arts et des Lettres. Изложбе приређује од 1951. године. Излагао је у већем броју земаља Европе и Америке.
Изабран је 7. децембра 2005. за члана француске Академије лепих уметности (фр. Académie des beaux-arts) у одељењу за сликарство. Један је од десет академика овог одељења, на позицији бр. 7. која има историју дугу два века. Први је Србин члан ове Академије, док је у сродној Француској академији наука за дописног члана изабран академик Иван Ђаја, 1956. године.
Дана 2. новембра 2006. промовисан је за почасног доктора Универзитета у Крагујевцу. Предавао је као гостујући професор на Факултету савремених уметности у Београду.
У априлу 2007, Величковић је одликован француским Орденом легије части. У мају 2013. године је имао изложбу у Галерији САНУ, у истој галерији имао је изложбу 2002. године. На изложби из 2002. мотиви су били везани за гавране који су на земљи, а 2013. за гавране који су полетели.
Његовом раду посвећено је више монографија. Преминуо је 29. августа у сплитској болници у коју је примљен након што му је позлило.
Сахрањен је у Алеји заслужних грађана на Новом гробљу у Београду. Комеморација је одржана у Скупштини града Београда.
Постхумно је 2020. добио награду Музеја града Београда за свеукупни допринос стваралаштву на територији Београда.
Својим делом и делатношћу дао је велики допринос активностима САНУ, посебно у оквиру Одељења ликовне и музичке уметности. Оставио је трајни белег у области културе и уметности Србије и њене афирмацијe у светским размерама.
Реализовао је више од сто самосталних изложби у многим градовима света. О раду Владимира Величковића снимљено је 12 документарних филмова и објављено 15 монографија.
Његова дала се чувају у бројним јавним и приватним колекцијама у Аргентини, Аустрији, Белгији, Бразилу, Венецуели, Великој Британији, Грчкој, Данској, Ирану, Италији, Јапану, Немачкој, Норвешкој, Пољској, Словачкој, САД, Финској, Француској, Холандији, Чилеу, Шведској, Швајцарској, земљама бивше Југославије и Србији.

## Награде и признања
- Хердерова награда за ликовне уметности, 1987.
- Одликовање Arts et Lettres, 1998.
- Награда Браћа Карић 2002.
- Награда „Сава Шумановић”[15]
- Почасни доктор Универзитета у Крагујевцу, 2006.
- Орден витеза Легије части, 2007.

### Интервјуи
- Интервју недељнику „Време“ (септембар 2002) Архивирано на веб-сајту  (27. септембар 2021)(језик: српски)
- Узори су ми били Леонардо, Ребрант, Гоја („Политика“, 28.12.2008)(језик: српски)
- Величковић: Могу да нас спасу понос и амбиција („Вечерње новости“, 29. април 2011)
- Тулуз: Владимир Величковић - ретроспектива („Вечерње новости“, 24. децембар 2011)
- Наличје тишине код Пикасове завесе - интервју („Политика“, 24. децембар 2011)